# Pingasa leucostigmaria
Pingasa leucostigmaria är en fjärilsart som beskrevs av Nietner 1861. Pingasa leucostigmaria ingår i släktet Pingasa och familjen mätare. Inga underarter finns listade i Catalogue of Life.